# Stara kraljeva palača, Praški grad
Stara kraljeva palača je zgodovinski osrednji del južnega krila praškega gradu, ki je bil sedež čeških knezov in kraljev od 10. do 16. stoletja. Vključuje tudi cerkev Vseh svetnikov, Vladislavovo dvorano, star češki deželni zbor, sobo novega deželnega plemstva in Ludvikovo krilo z nekdanjimi češkimi uradi. V nižjih nadstropjih so ohranjeni prostori palače Karla IV. in pod njim je prestolna soba Soběslavove palače iz prve polovice 12. stoletja. Prostori so dostopni javnosti, pod zemljo je na ogled stalna razstava Zgodba o Praškem gradu.

## Zgodovina
Arheološke raziskave so na območjih Stare palače odkrile ostanke lesenih stavb, morda iz 9. stoletja. V spodnjem nadstropju palače je bila Soběslavova kamnita ograja iz leta 1135. Okoli 1303 je palača pogorela in bila zapuščena, zato sta jo Janez Luksemburški in mladi Karel obnovila in dogradila novo kapelo. Ob koncu 14. stoletja jo je proti zahodu širil Venčeslav IV., Peter Parler pa zgradil novo cerkev Vseh svetnikov. Med husitskimi vojnami je bila palača uničena, vendar jo je cesar Sigismund Luksemburški obnovil.  Monarhi, prvi je bil Vaclav IV., so živeli v Kraljevem dvoru pri svetem Benediktu v Starem mestu (v bližini Smodniškega stolpa, kjer je danes  Mestna hiša). Šele leta 1483 so se ponovno preselili na grad. Okoli leta 1490 je Vladislav Jagelo začel veliko obnovo palače, vključno z gradnjo Vladislavove dvorane. Delo je nadaljeval njegov sin Ludvik II. Jagelo (južno krilo češkega urada). Potem ko jo je požar leta 1541 poškodoval, so staro palačo popravili, prej dnevna soba je bila le urad, Ferdinand I. Habsburški pa je začel graditi novo palačo v zahodni smeri vzdolž južne strani III. dvorišča.
Prostori Ludvikovega krila so bili preoblikovani za Rudolfa II. in skozi okna čeških uradov sta bila 23. maja 1618 vržena oba guvernerja. Med 17. in 18. stoletjem je bilo narejenih nekaj drugih manjših dopolnitev in sprememb, posebej okoli leta 1755, ko je bil za Marijo Terezijo obnovljen celoten grad in še posebej njegova južna fasada in Terezijin trakt. Streho so podrli okoli leta 1930 in jo nadomestili s teraso, tako se je odprl pogled na južne vrtove in južno stran Vladislavove dvorane. Nikolaus Pacassi je obnavljal fasado stare palače in se ni dotaknil njenih srednjeveških značilnosti. V 20. stoletju je bilo nekaj drugih popravkov (Jože Plečnik, Otto Rothmayer) in spodnje nadstropje stare palače je bilo prilagojeno razstavnemu prostoru.

## Opis

### Romanska palača
Najnižje nadstropje, približno na južnem vrtu, sestavlja romanska palača Soběslava I., zgrajena po 1135. Ohranjena podolgovata prestolna dvorana s kapelo na vzhodni strani zidu je iz neobdelanih pravokotnih zidakov velikosti 11 x 67,5 m. Njegova južna stena je sočasno južna zgradba, zunaj obdana s poligonalnimi vežicami. Dvorana ima romansko banjast obok z desetimi ravnimi polami in je zdaj razdeljena z gotskim stopniščem.

### Luksemburška palača
Nad njim je Luksemburško nadstropje z dvema kriloma sob s križnorebrastimi oboki in vhodom v kapelo. Verjetno je bila narejena pri obnovi palače med vladanjem Janeza Luksemburškega in Karla IV. Na zahodni strani je prečno krilo, začeto pod Venčeslavom IV. po letu 1383. Med glavnimi (jug) krili in dvema prečnima kriloma je majhno dvorišče, ki približno ohranja izvirna tla.

### Jagelovi prostori
Glavni vhod v palačo je s tretjega dvorišča v zahodnem krilu. Vstopi se pri Orlovem vodnjaku v dvorano stebrov, ki je vidna na desni steni romanskega stolpa, ki je prvotno varoval južni vhod v grad. Proti severu meji na dnevno sobo iz časa Karla IV. Bila je sodna dvorana. Na severu je tako imenovana Vladislavova spalnica, poznogotska soba, ki so jo uporabljali pravosodni uradniki, katerih grbi so naslikani na stenah. Tam je bila tudi zemljiška plošča, uničena v požaru 1541. Vladislavovi bivalni prostori so bili na temi in so bili povezani s pokritim mostom s kraljevim oratorijem v stolnici.
Od dvorane stebrov se vstopi v glavni in najbolj znan prostor, Vladislavovo dvorano. Zgrajena je bila med letoma 1490 in 1502. Je delo  Benedikta Rejta in meri 62 x 16 m, visoka je 13 m. Ima enkraten rebrasto obokan strop, v južni in severni steni so pravokotna okna v renesančnem slogu. Na južni strani je balkon iz 20. stoletja, včasih je bil lesen. Stopnice na vzhodni steni dvorane vodijo h korni kapeli Vseh svetih.
Vzhodni del severne stene Vladislavove dvorane meji na sosednje dvodelno krilo. Na desni je portal za tako imenovani star češki deželni zbor z galerijo, obokan po požaru med letoma 1559 in 1563, delo B. Wolmuta. Na levi strani je velik dvojni renesančni portal v krilu z jezdnimi stopnicami. Levi vhod vodi v sobo z zemljiško ploščo, desna vrata pa pripeljejo do jezdnih stopnic, skozi katera je bil dostop s Trga svetega Jurija za konje, ki so sodelovali na turnirju, ki je bil v Vladislavovi dvorani.
Na jugu dvorane stebrov je Ludvikovo krilo s poznogotskim spiralnim stopniščem in nekaj izvirnimi stanovanjskimi prostori v treh nadstropjih. V drugem nadstropju na ravni Vladislavove dvorane je češki urad, iz katerega so 23. maja 1618 med češko vstajo skozi okno vrgli guvernerja Slavata in Martinica.

### Terezijino krilo
Za Marijo Terezijo je bilo dograjeno ozko krilo palače, ki obdaja majhno dvorišče na južni strani. Ločen vhod z vrta Na okopih ima dostop do prostorov, ki se uporabljajo za občasne razstave.

## Galerija
- Vladislavova dvorana na vzhodu
- Vladislavova spalnica
- Star češki deželni zbor
- Soba novega deželnega plemstva
- Jezdne stopnice
- Grajska kapela Vseh svetih